# Liste der Nilbrücken
Die Liste der Nilbrücken enthält Brücken und vergleichbare Querungen (Stauwehre, Staudämme) über den Nil. Die Liste beginnt am Mittelmeer im Norden und fährt flussaufwärts nach Süden fort.
Die Liste ist nicht vollständig. Die Namen der Brücken sind häufig Google Maps entnommen; sofern Namen der Brücken selbst nicht erkennbar waren, wurden sie nach dem nächstgelegenen Ort benannt.

## Brücken zwischen dem Mittelmeer und Kairo

### Brücken über den Rosetta-Arm
- Brücke der Internationalen Küstenstraße (International Coastal Road) oberhalb von Rosetta/Rashid, eine vierspurige Straßenbrücke im Zuge der zwischen 1993 und 2004 gebauten International Coastal Road[1] ()
- Edfina-Stauwehr und Brücke der North Delta Electricity Distribution Co. bei Ibyanah. 1948–1951 von der französischen Société de Construction des Batignolles gebaut mit dem Ziel, in den Sommermonaten den Abfluss von Süßwasser zu reduzieren und dadurch das Einsickern von Salzwasser in bewässerte Felder zu verhindern. Das Stauwehr hat 46 jeweils 8 m breite Tore. Jeweils zwei Tore stehen zwischen 2,5 m starken Pfeilern. Am linken Ufer befindet sich eine Schleuse mit einer Kammer von 80 m × 12 m.[2] ()
- Eisenbahn- und Straßenbrücke Edfina – Mutubas, eine Eisenbahnbrücke mit vier Fachwerkträgern und je einer Kfz-Fahrspur an den Außenseiten. ()
- Fuwa-Brücke, eine vierspurige Straßenbrücke bei Fuwa, die 2011 fertiggestellt wurde. ()

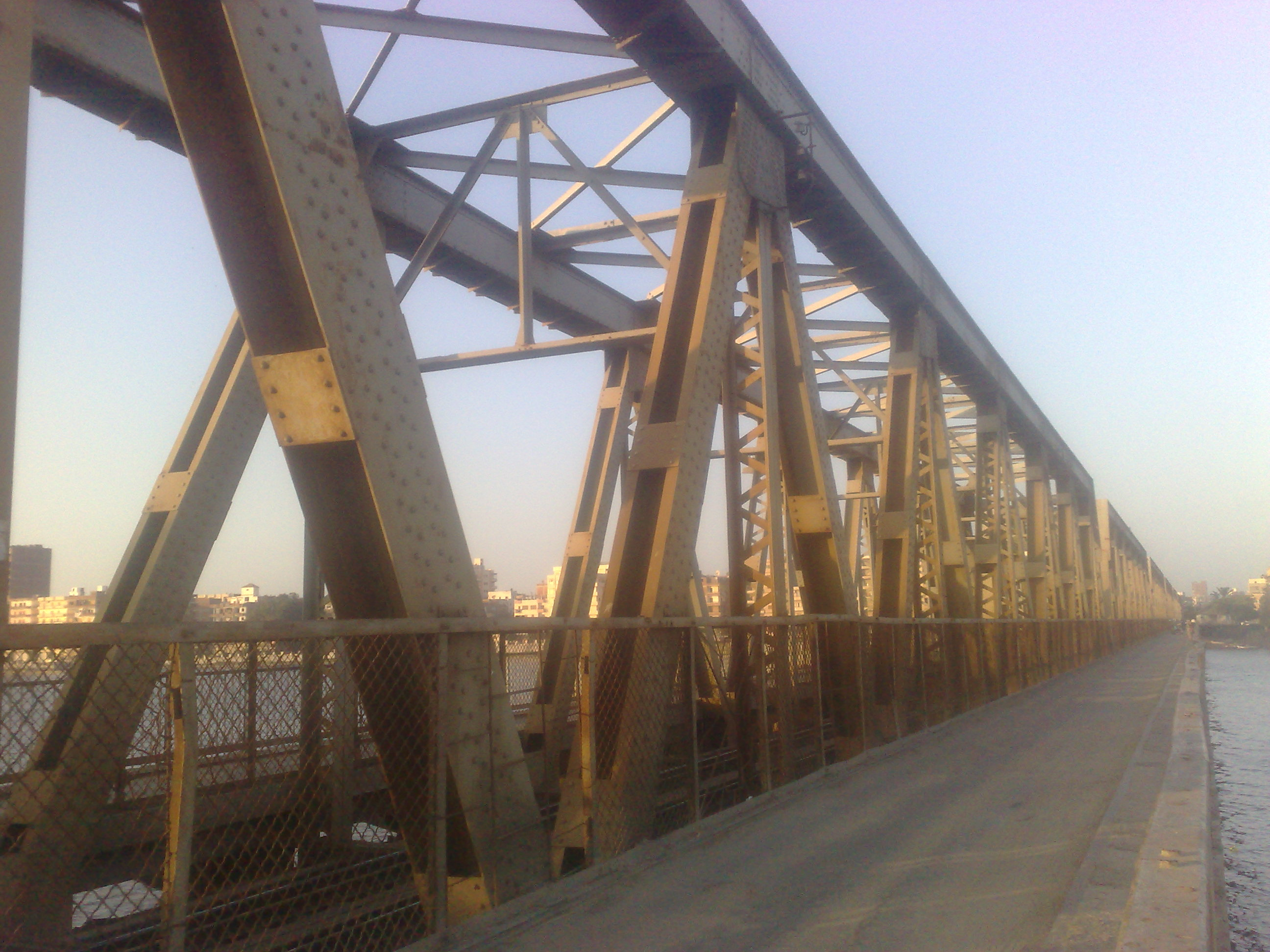
Desouk-Eisenbahnbrücke

- Desouk-Eisenbahnbrücke, eine zwischen November 1925 und Februar 1927 von Dorman Long gebaute, 613 m lange Fachwerkträgerbrücke über den Fluss und eine Insel hinweg. Der Seitenarm wird mit vier jeweils 61 m langen Fachwerkträgern überquert, der Hauptarm ebenfalls mit vier solchen Trägern sowie einem 59 m langen drehbaren Träger und einem kürzeren, 54 m langen Träger am Ufer. An den Außenseiten der Träger ist je eine Kfz-Fahrspur angebracht. Die Brücke ersetzte eine ältere, 1895 eröffnete Brücke, die dem gestiegenen Verkehr nicht mehr gewachsen war.[3] ()
- Desouk-Straßenbrücke, eine vierspurige Straßenbrücke, die 2010 fertiggestellt wurde. ()
- Eisenbahnbrücke in Kafr El-Zayat, eine insgesamt rund 500 m lange, aus 7 stählernen Fachwerkträgern bestehende zweispurige Eisenbahnbrücke mit beidseits angebrachten Fußgängerstegen. Die Brücke ist die Nachfolgerin der von Robert Stephenson gebauten Brücke in der Strecke Alexandria-Kairo, deren erster Abschnitt bis Kafr El-Zayat von 1852 bis 1854 gebaut wurde und die erste Eisenbahn in Afrika war. ()
- Straßenbrücke bei Kafr El-Zayat im Zuge der Tanta-Alexandria-Straße ()
- Autobahnbrücke (sechsspurig) bei Kafr El-Zayat ()
- Straßenbrücke bei Al Birijat ()
- Muhammad Ali Barrages, Stauwehr und Brücke bei Manshiyyat Al Qanatir, das die alten Delta Barrages ablöste. Das zwischen 1937 und 1938 gebaute Stauwehr hat 46 jeweils 8 m breite Tore zwischen 2,5 m starken Pfeilern. Am linken Ufer befindet sich eine Schleuse mit einer Kammer von 80 × 12 m.[4] ()
- Delta Barrages unterhalb der Trennung des Nils in den Rosetta und den Damietta Arm, unter Muhammad Ali Pascha von Eugène Mougel (Mougel Bey) geplantes und nach seinem Tod 1862 fertiggestelltes Stauwehr, das mehrfach saniert werden musste, insbesondere 1885 bis 1890, und 1938 schließlich durch das 850 m stromabwärts gebaute Stauwehr abgelöst wurde. Es ist 450 m lang und hat 61 jeweils 4,8 m breite, jetzt offene Tore sowie eine ehemalige Schleuse am linken Ufer.()

### Brücken über den Damietta-Arm
- Straßenbrücke in Damietta. ()
- Alte Brücke in Damietta, eine 1927–1929 gebaute Drehbrücke, bei der Teile der alten Imbaba-Brücke in Kairo verwendet wurden.[5] ()
- Damietta-Damm und Schleuse mit Damietta Bridge (auch Faraskour Dam), ein 1985–1989 gebauter Erddamm, um den 2,3 km flussaufwärts beginnenden Al-Salam-Kanal zu füllen, der mit einem Düker unter dem Sueskanal hindurch geführt wird, um das North Sinai Development Project mit Wasser zu versorgen. Der Damm hat eine 150 m × 17 m große Schleuse am linken Ufer.[6] ()
- Brücke der Internationalen Küstenstraße (International Coastal Road) etwa 7 km südwestlich von Damietta. Vierspurige Straßenbrücke im Zuge der 2002 eröffneten International Coastal Road ()
- Faraskour-Brücke, eine vierspurige Straßenbrücke bei Faraskour ()
- Sherbin-Brücke, eine zweispurige Straßenbrücke in Sherbin ()
- Neue Sherbin-Brücke, eine vierspurige Straßenbrücke westlich des Ortes ()
- Al-Baddalah-Brücke, eine 2014 fertige vierspurige Brücke ()

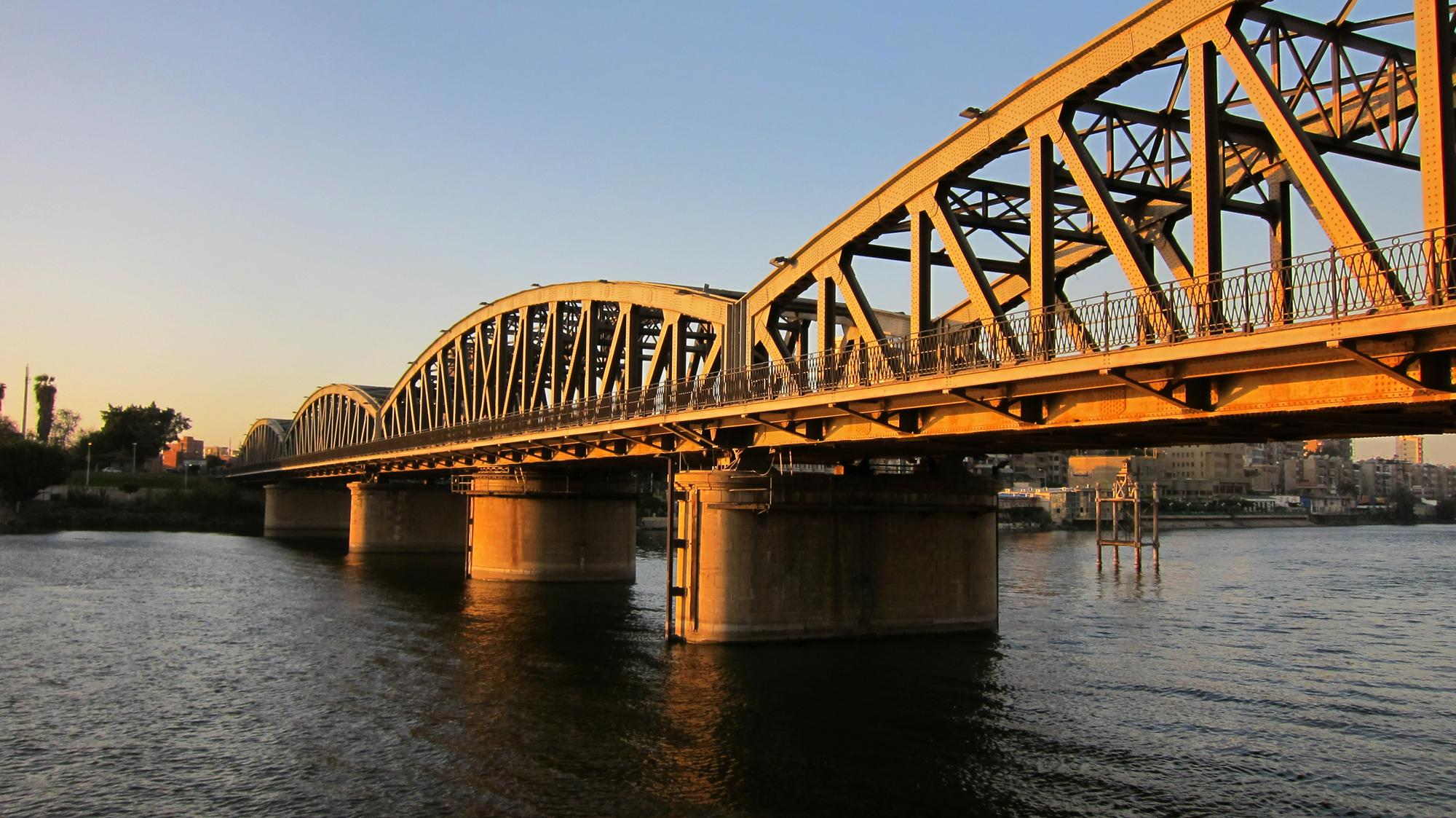
Eisenbahnbrücke in Al-Mansourah

- Al-Mansura-Eisenbahnbrücke, zweigleisige Brücke mit vier Fachwerkträgern ()
- Ṭalchā-Brücke in al-Mansura ()
- Ringstraßenbrücke in al-Mansura ()
- Brücke in Samannūd, Drehbrücke ()
- Zifta-Stauwehr mit Straßenbrücke, gebaut 1881–1903, umgebaut 1949–1952, mit 50 Toren à 5 m und einer Schleuse am rechten Ufer mit einer in den Jahren 1998–2000 erneuerten 120 m × 17 m Kammer[7]  ()
- Neue Zifta-Brücke, vierspurige Brücke am nördlichen Ortsrand ()
- Zifta-Brücke, 417 m lange kombinierte Eisenbahn- und Straßenbrücke mit 6 Fachwerkbögen, 1903 gebaut ()
- Neue Autobahnbrücke nördlich von Banha, fertig wohl 2015 ()
- Autobahnbrücke (sechsspurig) bei Banha ()
- Alte Brücke in Banha (Kafr Al Gazar) ()
- Eisenbahnbrücke Banha mit fünf Fachwerkträgern ()
- Muhammad Ali Barrages, gebaut 1939, mit 34 jeweils 8 m breiten Toren zwischen 2,5 m starken Pfeilern und einer Schleuse am rechten Ufer mit einer 150 m × 17 m Kammer ()
- Delta Barrages unterhalb der Trennung des Nils in den Rosetta und den Damietta Arm, unter Muhammad Ali Pascha von Eugène Mougel (Mougel Bey) geplantes und nach seinem Tod 1862 fertiggestelltes Stauwehr, das mehrfach saniert werden musste, zuletzt 1885 bis 1890, und 1939 schließlich durch das 260 m stromabwärts gebaute Stauwehr abgelöst wurde. Es ist 380 m lang und hat 51 jeweils 4,8 m breite Tore sowie eine ehemalige Schleuse am rechten Ufer. ()

## Brücken in Kairo

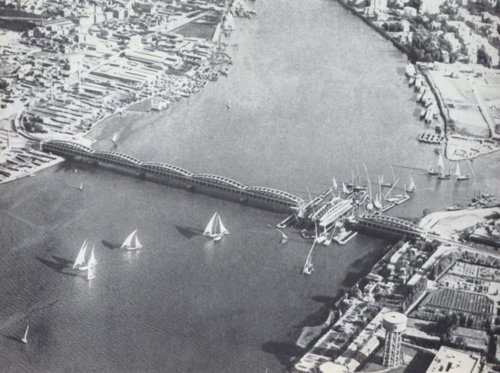
Historische Imbaba-Brücke

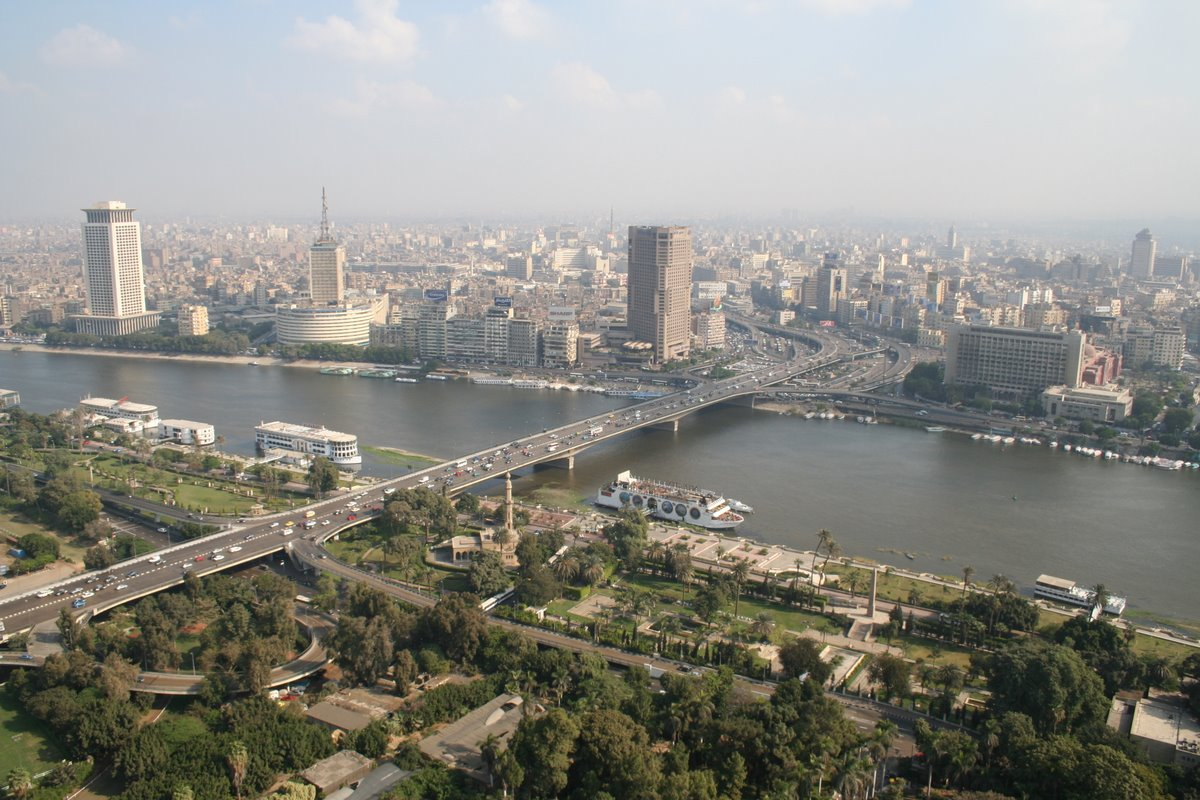
Brücke des 6. Oktober

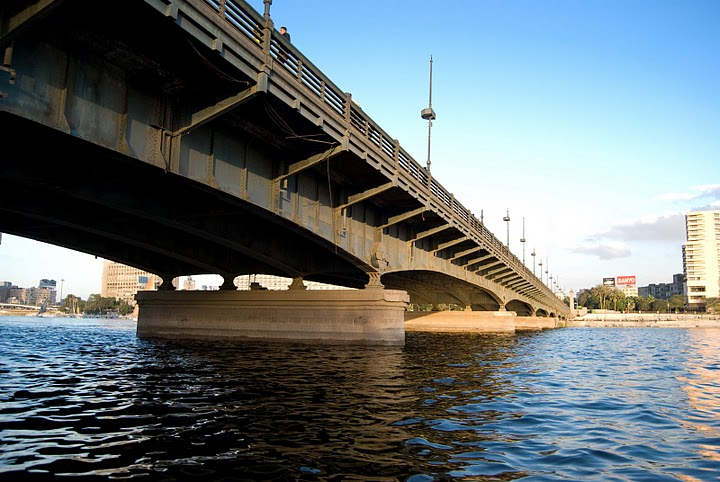
Kasr El Nil-Brücke

- El-warraq-Brücke, Nördliche Ringstraßenbrücke, eine achtspurige Autobahnbrücke
- Rod El-Farag Westbrücke über den linken Nil-Arm bei der El-Warraq-Insel
- Tahya-Misr-Brücke (Es-lebe-Ägypten-Brücke), eine zwölfspurige Brücke über den rechten Nil-Arm bei der Es-Warraq-Insel
- Al-Faraq-Brücke im Zuge einer achtspurigen Stadtautobahn
- Imbaba-Eisenbahnbrücke mit sieben Fachwerkträgern, an die außen ein Fahrstreifen angebaut wurde. Eine Drehbrücke, deren Bau 1913 begann, durch den Ersten Weltkrieg aufgehalten und 1925 fertiggestellt wurde. Die Brücke ersetzte eine ältere, 1890 fertiggestellte Brücke mit sechs Stahlträgern und ebenfalls einem drehbaren Element.[8]
- Brücke des 15. Mai, eine neun- bis zehnspurige Straßenbrücke (Spannbeton-Hohlkastenbrücke)[9] Der 15. Mai erinnert an den Beginn des Arabisch-Israelischer Krieges von 1948.
- Brücke des 6. Oktober, eine 1996 fertiggestellte zehnspurige Straßenbrücke. Der 6. Oktober erinnert an den Beginn des Jom-Kippur-Krieges 1973, sowie an den 6. Oktober 1981, an dem Anwar as-Sadat ermordet wurde.
- Kasr-El-Nil-Brücke, eine vierspurige Stahlbrücke, 1931–1933 von Dorman Long gebaut. Sie ersetzte die Kobri-el-Gezira-Brücke, die 1869–1871 unter dem Minister Linant de Bellefonds von der französischen Gesellschaft Fives-Lille gebaut wurde.
- Al-Gamaa-Brücke (auch: Universitätsbrücke), eine sechsspurige Straßenbrücke
- Giza-Brücke, eine achtspurige Straßenbrücke
- Südliche Ringstraßenbrücke, eine achtspurige Autobahnbrücke

## Brücken zwischen Kairo und dem Assuan-Damm
- Al-Marazeek-Brücke südlich von Heluan, kombinierte Eisenbahn- und Straßenbrücke mit neun Stahlträgern ()
- Regionale Ringstraßenbrücke, eine achtspurige Autobahnbrücke ()
- Al-Wasta-Brücke, vierspurige Straßenbrücke ()
- Bani-Suwaif-Brücke, vierspurige Straßenbrücke ()
- Straßenbrücke bei Bani Masar, vierspurige Straßenbrücke ()
- al-Minya-Brücke, eine vierspurige Straßenbrücke ()
- Mallawi-Brücke, eine vierspurige Straßenbrücke ()

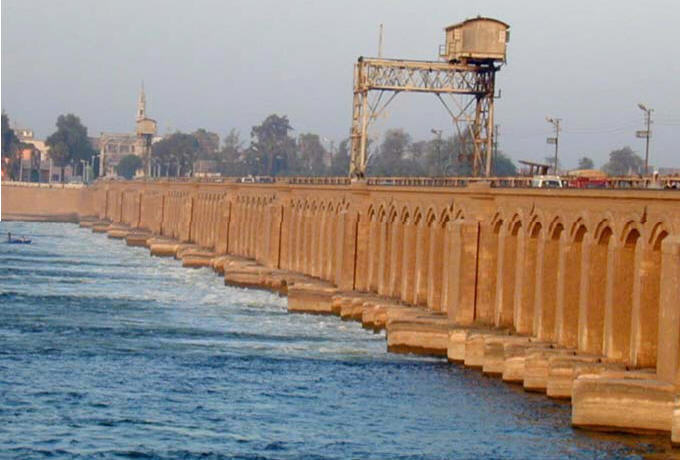
Stauwehr von Asyut

- Asyut-Stauwehr (El-Khazan-Brücke), 1902 fertiggestellte Staumauer mit 111 Öffnungen, Schleuse am linken Ufer, zweispuriger Straße und Klappbrücke. Das Wehr reguliert u. a. die Wasserzufuhr zum Ibrahimiyya-Kanal, der über eine Länge von 320 km die Felder in den Gouvernements Asyut, el-Minyā und Bani Suwaief bewässert. ()
- Asyut-Ringstraßenbrücke, vierspurige Straßenbrücke ()
- Brücke bei Tema, wohl 2015 fertige Straßenbrücke ()
- Achmīm-Brücke in Sohag, vierspurige Straßenbrücke (Stahlbrücke) ()
- Sohag-Brücke südlich von Sohag, vierspurige Straßenbrücke (Betonbrücke) ()
- Naga-Hammadi-Staustufe (2008) ()
- alter Naga-Hammadi-Staudamm (1930) ()
- Nag-Hammadi-Eisenbahnbrücke, zweigleisige Stahlträgerbrücke mit Drehbrücke ()
- Nag-Hammadi-Straßenbrücke, zweispurige Stahlträgerbrücke mit Drehbrücke ()
- Qina-Eisenbahnbrücke ()
- Dendera-Brücke in Qina (über die die Straße zum Tempel von Dendera führt) ()

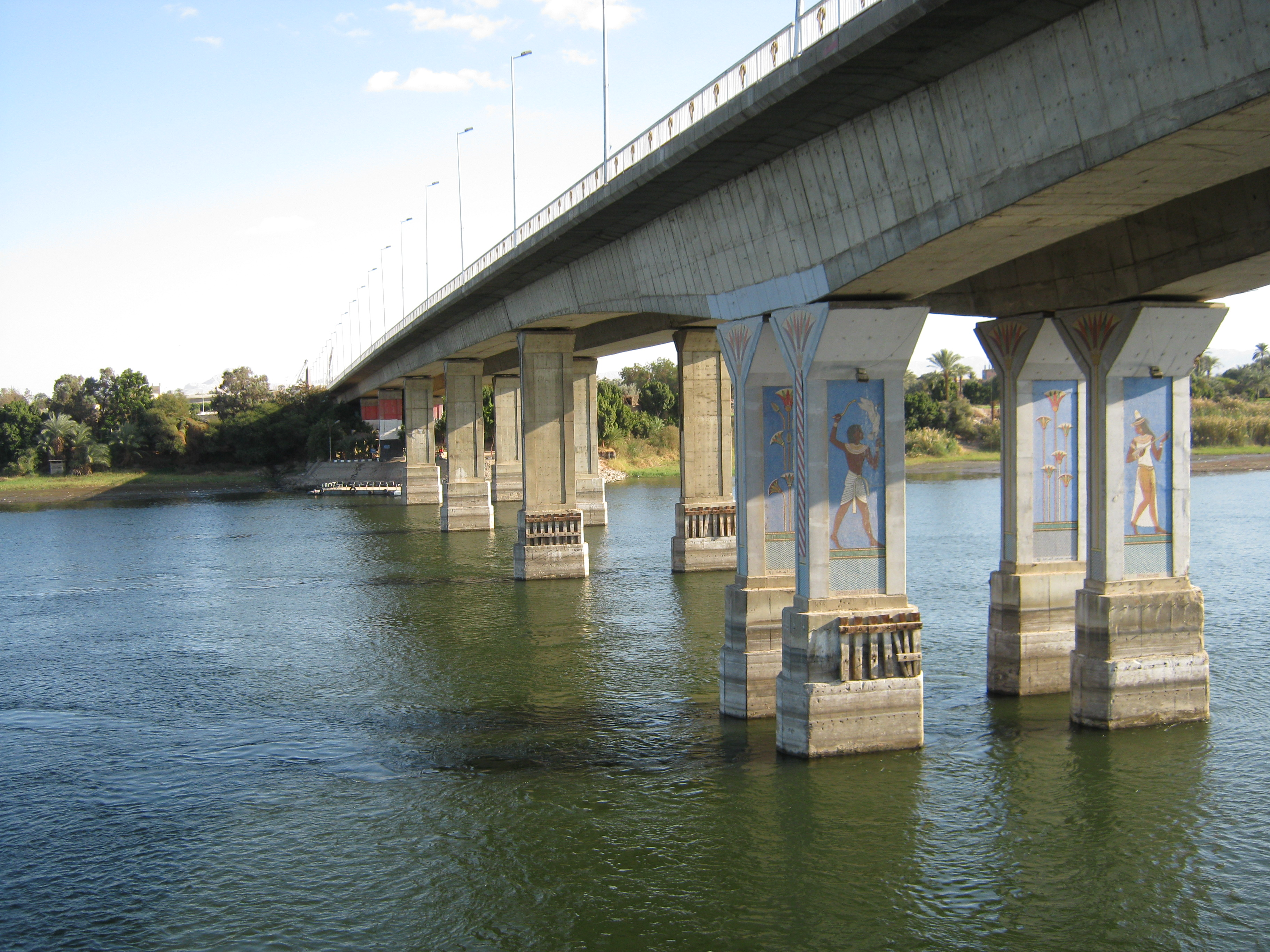
Brücke bei Luxor

- Brücke bei Luxor (7 km südlich der Stadt), vierspurige Straßenbrücke ()
- Esna-Al-Gedeed-Brücke (neues Stauwehr), Esna ()
- Esna-Al-Qadeem-Brücke (altes Esna-Stauwehr), Esna ()
- Edfu-Brücke ()

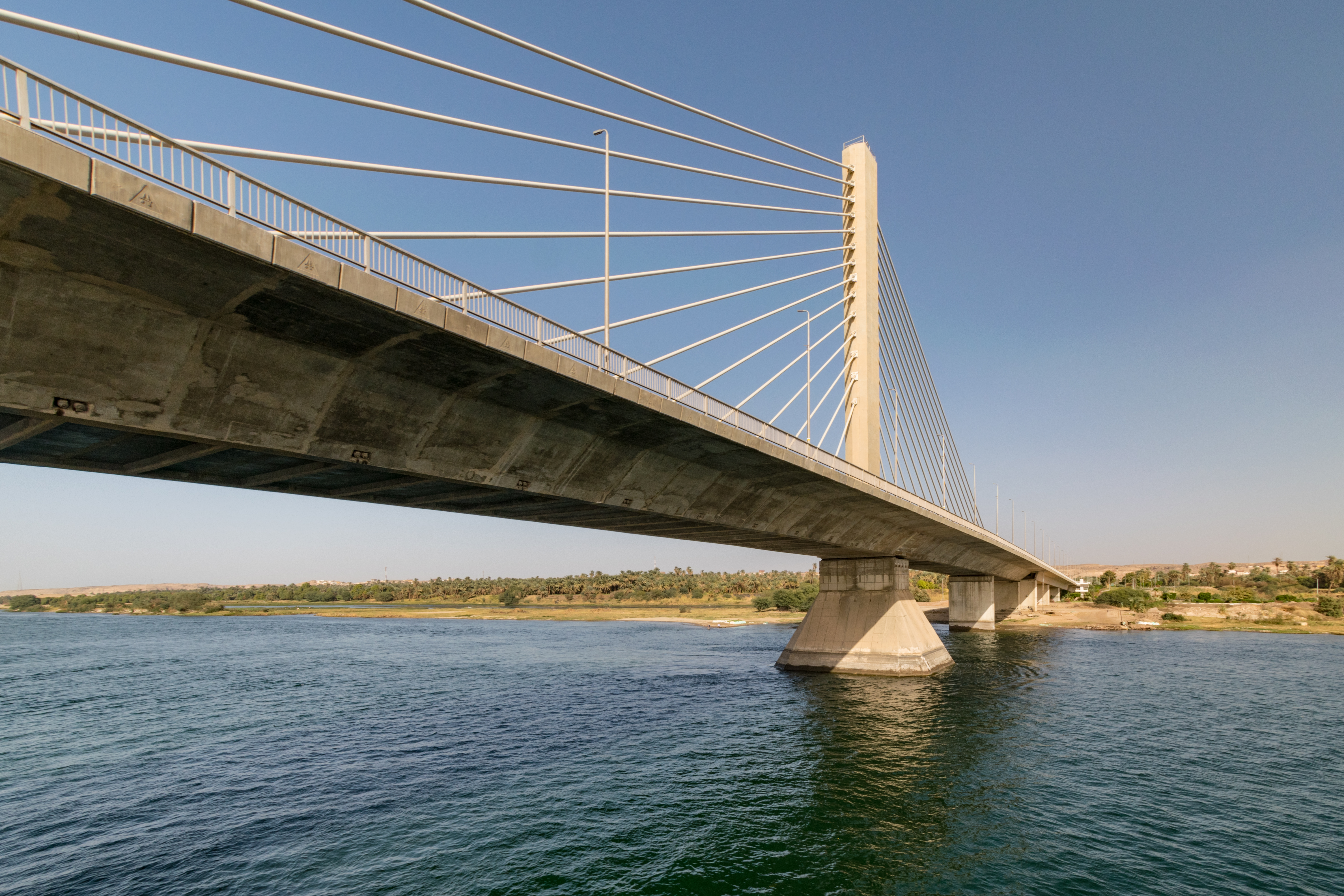
Die Al-Khattarah-Brücke südlich von Kom Ombo

- Al-Khattarah-Brücke, vierspurige Schrägseilbrücke mit zwei Mittelpylonen ()
- Assuan-Staumauer (alter Staudamm), Assuan ()
- Assuan-Staudamm (Assuan-Hochdamm) ()

## Brücken zwischen dem Assuan-Damm bzw. dem Nassersee und Khartum
- Dongola-Elsilaim-Brücke (2009) in Dunqula, vierspurige Straßenbrücke ()
- Ad-Dabba-Brücke, vierspurige Straßenbrücke ()
- Merowe-Brücke, vierspurige Straßenbrücke ()
- Merowe-Staudamm (die Straße auf der Dammkrone ist wohl nicht öffentlich zugänglich) ()
- Atbara-Nilbrücke, vierspurige Straßenbrücke südlich von Atbara, nicht zu verwechseln mit den Brücken über den Atbara ()
- Schandi-Brücke, vierspurige Straßenbrücke ()
- Al-Halfaia-Brücke, sechsspurige Autobahnbrücke ()
- Schambat-Brücke, vierspurige Straßenbrücke zwischen Omdurman und al-Chartum Bahri ()

## Brücken über den Weißen Nil

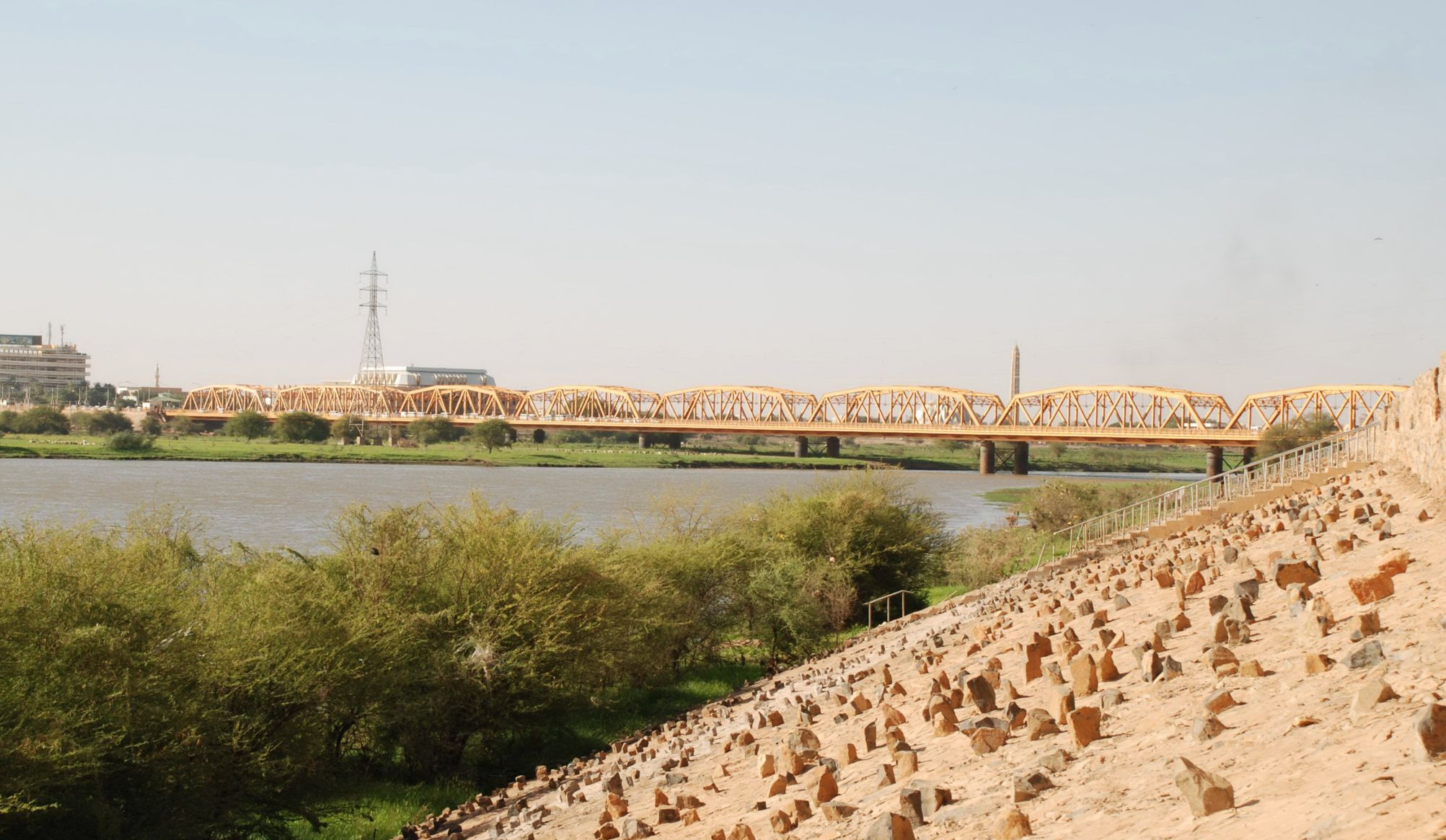
Alte Omdurman-Brücke

- Alte Omdurman-Brücke, ehemalige Eisenbahnbrücke (1926), jetzt vierspurige Straßenbrücke ()
- Victory Bridge zwischen Omdurman und Khartum, sechsspurige Straßenbrücke über eine Insel im Weißen Nil ()
- Brücke südlich von Khartum, im Bau befindliche sechsspurige Straßenbrücke, fertig wohl 2015 ()
- Jebel-Aulia-Damm, 1937 fertiggestellter Damm mit Schleuse, 2003 um Kraftwerk erweitert ()
- Ad-Douiem-Brücke, zweispurige Straßenbrücke und Damm (2010) ()
- Kusti-Eisenbahnbrücke mit Drehbrücke (1910) zwischen Kusti und Rabak ()
- Kusti-Straßenbrücke (1983) ()

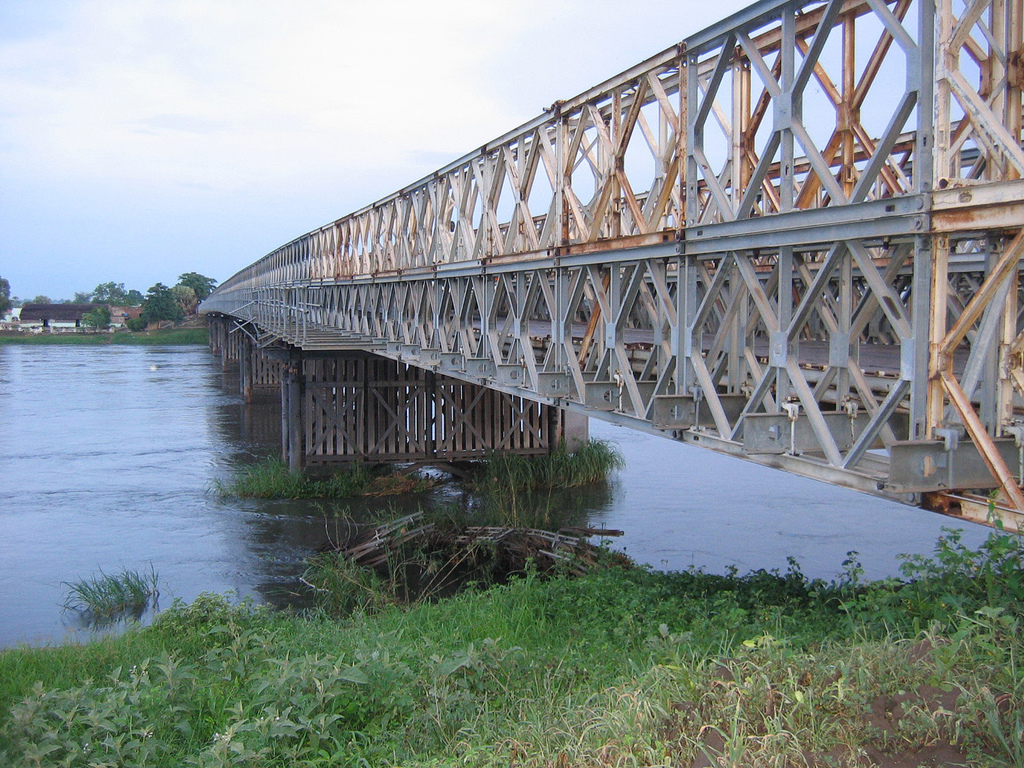
Juba-Brücke

- Juba-Brücke in Juba, einzige Nil-Brücke im Südsudan ()
- Pakwach-Brücke in Uganda, einzige Brücke über den Albert-Nil ()
- Victoria Nile Bridge unterhalb der Karuma Falls über den Victoria-Nil ()
- Bujagali-Wasserkraftwerk (ohne durchgehende Straße) ()
- Owen-Falls-Damm (Nalubaale Power Station) ()
- Jinja Bridge, Eisenbahnbrücke mit Gehweg (1926) im Ausfluss des Nils aus dem Viktoriasee ()

## Brücken über den Blauen Nil

### Brücken in Khartum
- Tuti-Brücke zur Tuti-Insel, vierspurige Hängebrücke ()
- Al-Mak-Nimr-Brücke, vierspurige Schrägseilbrücke ()
- An-Nil-al-azraq-Brücke, ehemals kombinierte Eisenbahn- und Straßenbrücke, 1907–1909 erbaute Stahlfachwerkbrücke mit Klappbrücke, jetzt zweispurige Straßenbrücke ()
- Kubir-Brücke (auch Armed Forces Bridge), vierspurige Straßenbrücke ()
- Al Mansheiya-Brücke, vierspurige Straßenbrücke ()

### Brücken südlich von Khartum
- Al-Hasaheisa-Brücke bei Rufa’a, zweispurige Straßenbrücke ()
- Wad-Madani-Brücke, vierspurige Straßenbrücke ()
- Sannar-Damm (1925) mit einspuriger Straße auf der Dammkrone ()
- Ad-Damazin–Ash Shallal-Pontonbrücke unterhalb des Roseires-Damms ()
- Ad-Damazin–Ash Shallal-Betonbrücke unterhalb des Roseires-Damms, zweispurige Straßenbrücke ()

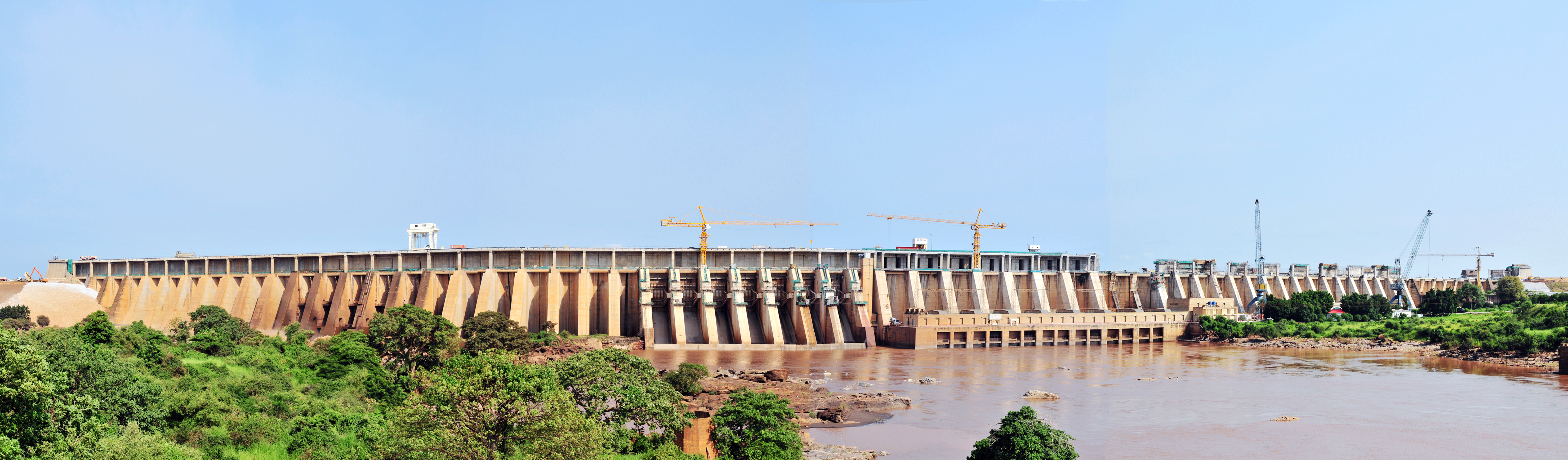
Roseires-Damm

- Roseires-Damm (1966, erhöht 2013), (keine öffentliche Straße) ()
- Brücke unterhalb des Grand Ethiopian Renaissance Dam (z. Zt. wohl nur Baustellenbrücke) ()
- Brücke zum Bereich westlich des Nils ()
- Brücke an der Straße von Nekemte nach Bahir Dar ()
- Brücken an der Nord-Süd-Straße N3 von Addis Abeba nach Bahir Dar, alte Betonbogenbrücke und neue Extradosed-Brücke ()
- Brücke an der B21 ()
- Zweite Portugiesenbrücke, Steinbogenbrücke (1650) für Fußgänger mit stählernem Steg über den zerstörten Hauptbogen[10] ()
- Hängebrücke nahe der Zweiten Portugiesenbrücke, Fußgängerbrücke[11]

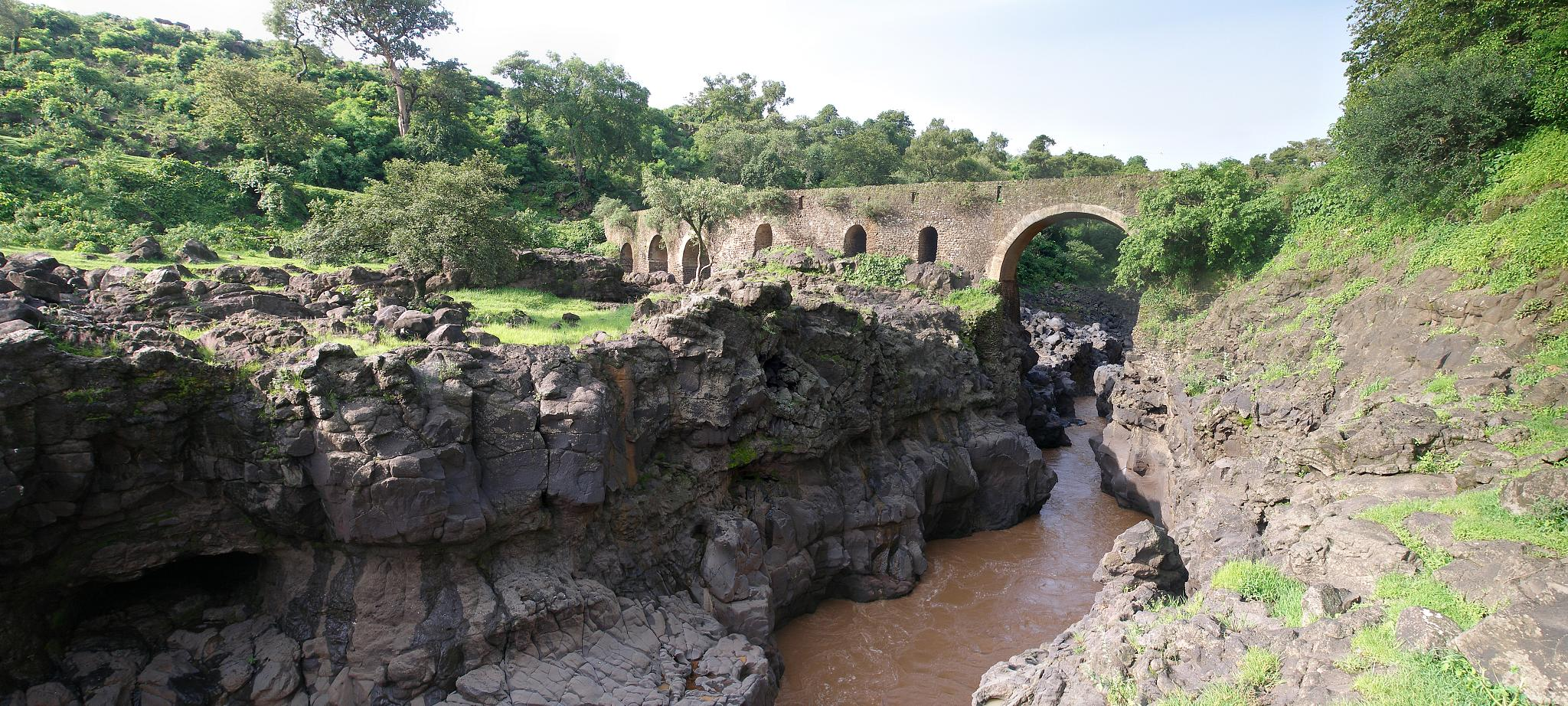
Portugiesische Brücke

- Portugiesische Brücke (1626) bei den Tisissat-Wasserfällen, Fußgängerbrücke ()
- Brücke in Bahir Dar (1961), zweispurige Straßenbrücke der N3 ()
- Tanasee-Stauwehr (Chara-Chara-Wehr) (1996), reguliert den Abfluss, nicht öffentlich zugänglich ()